# Karine Bogaerts

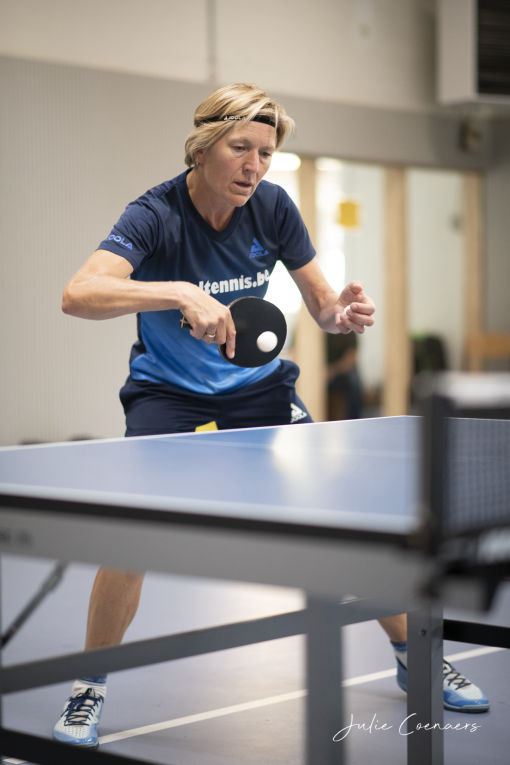
Karine Bogaerts, 2021

Karine Bogaerts (* 6. August 1966 in Brüssel) ist eine belgische Tischtennisspielerin. Sie nahm an den Olympischen Spielen 1988 teil.

## Werdegang
Mit sieben Jahren entdeckte Karine Bogaerts den Tischtennissport. Sie entwickelte sich rasch und vertrat Belgien bei einer Jugendeuropameisterschaft. Sechsmal wurde sie belgische Meisterin im Einzel (1985, 1986, 1987, 1989, 1990, 2002).
Über ein Qualifikationsturnier in Karlsruhe erwarb sie die Fahrkarte zu den Olympischen Spielen 1988 in Seoul. Hier trat sie im Einzelwettbewerb an. Nach zwei Siegen und drei Niederlagen landete sie auf Platz 25. Sie gewann gegen Niyati Roy (Indien) und Leong Mee Wan (Malaysia) und verlor gegen Chang Hsiu-Yu (Taiwan), Fliura Bulatowa (Sowjetunion) und Marie Hrachová (Tschechoslowakei).
Später spielte Karine Bogaerts in Frankreich bei Clubs in Lyon und Bordeaux. Heute gibt sie Training bei verschiedenen belgischen Vereinen.

## Privates
Karine Bogaerts ist verheiratet mit ihrem früheren Trainer Erik Nijs. Sie haben einen Sohn und eine Tochter.